# Félix Pie
Félix Pie (nacido el 8 de febrero de 1985 en La Romana) es un jardinero dominicano que juega para los  Piratas de Campeche en la Liga Mexicana de Béisbol.

## Ligas menores
Pie comenzó su carrera en 2002 con Arizona League Cubs, equipo de novatos afiliado a los Cachorros de Chicago. Jugó en 55 partidos y bateó .321 con cuatro jonrones y 37 carreras impulsadas. Fue enviado a Boise Hawks, donde jugó en dos partidos. En 2003, jugó para Lansing Lugnuts, para entonces uno de los equipos afiliado a los Cachorros. Con Lansing Lugnuts, Pie bateó .285 con cuatro jonrones y 47 carreras impulsadas.
En 2004, jugó para los Daytona Cubs, otro de los equipos de ligas menores afiliados a los Cachorros. Bateó para .299 con ocho jonrones y 47 carreras impulsadas. En 2005, jugó para en Doble-A para West Tenn Diamond Jaxx. Bateó para .304 con 11 jonrones y 25 carreras impulsadas. Su temporada fue corta debido a una fractura de tobillo sufrida durante la temporada. Iba a ser llamado a los Cachorros de Chicago, junto con Adam Greenberg para reemplazar a Corey Patterson y Jason Dubois. Sin embargo, debido a su lesión, los Cachorros de Chicago llamaron al jardinero Matt Murton en lugar de Pie. En 2006, su primera temporada comenzó mal, ya que bateó .222 en junio y tuvo un slugging de sólo .343, pero poco después salió de su mala racha al final de la temporada con un promedio de bateo de .282, porcentaje de embasarse de .341, porcentaje de slugging de .451. Pie también fue uno de los prospectos dominicanos más promocionados para llegar a las Grandes Ligas. Pie jugó 55 partidos en la temporada 2007 con los Cachorros de Iowa.

## Grandes Ligas

### Chicago Cubs
Pie fue considerado un "jugador de cinco herramientas", llegando relativamente rápido a las Grandes Ligas. A pesar de su evidente talento, el ratio de ponches de Pie siguió siendo mucho más alto que su promedio. Pie fue convocado desde Triple-A el 17 de abril de 2007, y estuvo en la alineación titular, reemplazando al lesionado Alfonso Soriano. En el momento de su llamada a filas, Pie estaba bateando para .444 con un jonrón y seis impulsadas en 36 turnos al bate. Antes de la temporada 2007, Pie fue clasificado como el prospecto número uno en la organización de los Cachorros. Fue apodado "The Cat".
Pie consiguió su primer hit de Grandes Ligas el 17 de abril de 2007, un doble contra Greg Maddux de los Padres de San Diego. Anotó su primera carrera en la misma entrada con un hit de Derrek Lee. En el mismo juego, Pie también le sacó out a un corredor que se dirigía al plato lanzando la bola desde el jardín central para darle a los Cachorros la oportunidad de ganar el juego. El 23 de abril, Pie cambió su número de 17 a 20. Pie registró su primer jonrón de Grandes Ligas el 27 de abril de 2007, contra el lanzador Anthony Reyes de los Cardenales de San Luis. Pie fue enviado de vuelta a las menores, pero llamado nuevamente el 3 de junio de 2007 y se quedó con el club de Grandes Ligas hasta el 13 de julio, cuando fue enviado de vuelta a Triple-A para mejorar su bateo. Sin embargo, volvió a los Cachorros con el fin de reemplazar los lesionados Alfonso Soriano y Ángel Pagán el 8 de agosto de 2007. El 9 de agosto, Pie fue traído de vuelta a Chicago.

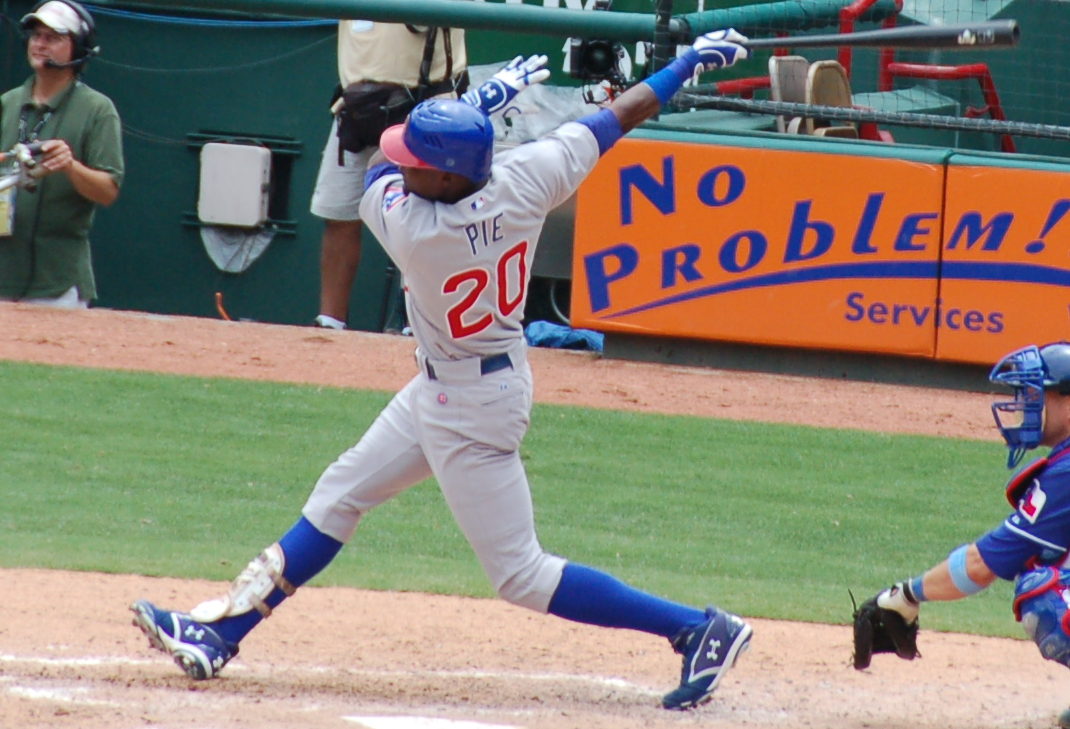
Pie bateando para los Cachorros en 2007.

Cuando los Cachorros canjearon su jardinero central titular Jacque Jones en noviembre de 2007, el gerente general Jim Hendry indicó que el club no estaba buscando necesariamente un veterano, mientras tengan a Pie y Sam Fuld en el equipo. Fuld desplazó a Pie en el primer lugar por el jardín central durante los entrenamientos de primavera. Pie fue víctima de una lesión durante los entrenamientos de primavera de 2008. Originalmente considerada "una cirugía menor en la región de la ingle", Cubs.com informó que se trataba de una lesión más comúnmente conocida como  "torsión testicular". La cirugía implicó coser la capa externa del testículo a la pared del escroto. La cirugía fue considerada exitosa, y Pie se reportó a los entrenamientos de primavera.
Pie ganó el puesto de jardinero central en los entrenamientos de primavera, y comenzó el día inaugural en el jardín central. Sin embargo, debido a un lento inicio y la firma del ex jardinero de los Azulejos de Toronto Reed Johnson, para mayo de 2008, Pie fue utilizado principalmente como reemplazo defensivo de Johnson. Los Cachorros firmaron a Jim Edmonds el 14 de mayo de 2008, y enviaron a Pie a Triple-A para darle algo más de trabajo y que jugara todos los días.

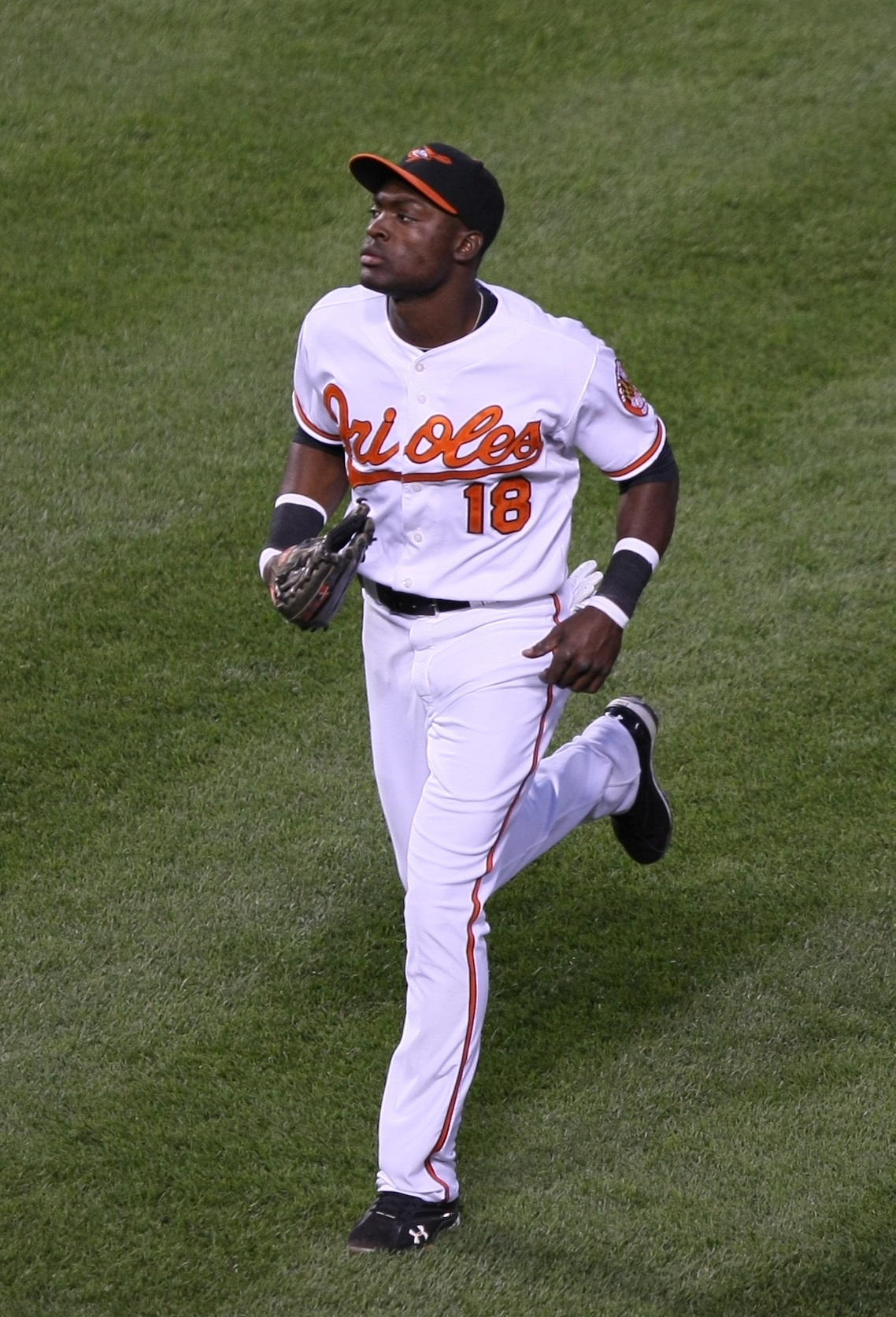
Pie con los Orioles en 2009.

### Baltimore Orioles
El 18 de enero de 2009, Pie fue cambiado a los Orioles de Baltimore por Garrett Olson y el lanzador de ligas menores Henry Williamson. En la temporada 2009, comenzó a jugar en el jardín izquierdo para los Orioles en el mes de abril y parte de mayo. Sin embargo, sus deficiencias en el plato y ocasionales lapsos mentales llevó a los Orioles a llamar al novato Nolan Reimold, que había estado jugando bien con Triple-A para Norfolk Tides y rápidamente aprovechó la oportunidad para convertirse en el jardinero izquierdo titular de los Orioles. Mientras estuvo en la banca la mayor parte de junio y julio, Pie trabajó intensamente en mejorar su swing con el entrenador de bateo de los Orioles Terry Crowley. Las lesiones del jardinero central Adam Jones y los persistentes problemas de Nolan Reimold en el tendón de Aquiles, le permitieron a Pie jugar con más frecuencia  después de la temporada, y mostrar una mejoría significativa en comparación con su actuación de abril. El 14 de agosto de 2009, Pie se aprovechó de un puesto en  la alineación titular para batear para el ciclo, convirtiéndose en el cuarto miembro de los Oriole en hacerlo. Pie ganó la asignación titular en el jardín izquierdo en 2010 después de un fuerte entrenamiento de primavera, pero terminó en la lista de lesionados de 60 días en la temporada, donde permaneció hasta el 6 de julio de 2010.
Pie fue designado para asignación por Baltimore el 23 de agosto de 2011. Después de la temporada 2011, Pie eligió la agencia libre.

### Cleveland Indians
El 11 de diciembre de 2011 Pie firmó un contrato de ligas menores con los Indios de Cleveland. Podría ganar hasta $1 millón de dólares en 2012 a partir de bonos por desempeño.